# Exoglossum laurae
Exoglossum laurae är en fiskart som först beskrevs av Carl Leavitt Hubbs, 1931.  Exoglossum laurae ingår i släktet Exoglossum och familjen karpfiskar. Inga underarter finns listade i Catalogue of Life.